# Ana del aire
Ana del aire fue una telenovela mexicana dirigida por Dimitro Sarrás y producida por Ernesto Alonso para la cadena Televisa, emitida por El Canal de las Estrellas en 1974. La historia es original de Fernanda Villeli. Fue protagonizada por Angélica María y Fernando Allende, con las actuaciones antagónicas de Susana Alexander y Andrés García. Contó además con las actuaciones estelares de Silvia Derbez, María Rubio, Susana Dosamantes, Sasha Montenegro, Lupita D'Alessio y Jaime Moreno.

## Argumento
Ana es una aeromoza que vive con Andrea, quien cree que es su madre y que a su vez estaba separada de su padre, Esteban; y con Elena, su hermana, quien padeció polio cuando era niña, quedando inválida y con ganchos en sus piernas, por lo que creció acomplejada y con sentimientos de odio hacia ella. Ana tenía como amigas a Norma y Consuelo, también aeromozas. Las tres son cortejadas por tres pilotos: Gerardo, Jorge y Aníbal. A pesar de que Jorge está enamorado de Ana, esta inicia una relación con Gerardo, misma que termina al descubrir que tuvo un hijo con otra mujer. Poco después, Ana se entera de que su verdadera madre es Nadia, una famosa pianista que la abandonó para seguir con su carrera. Ana comienza a salir con Jorge, pese a seguir amando a Gerardo, quien, con su esposa, sufre un accidente. Como consecuencia, ella fallece y él pierde la vista. Afectado emocionalmente y con el propósito de que nadie le tenga lástima, Gerardo se aleja de Ana, de su familia y amigos, y se va a vivir al campo solo con un ama de llaves. Sin embargo, él necesita una enfermera. Tras enterarse de lo sucedido con Gerardo, Ana rompe su relación con Jorge, deja su trabajo y acude donde está con Gerardo, ocultando su identidad y presentándose como su enfermera. Gerardo, quien sigue amando a Ana, recuerda su imagen y la pinta un cuadro. Lo termina y lo muestra al ama de llaves, y la presenta como la mujer que él ama. Pero el ama de llaves le menciona el parecido entre la mujer del cuadro y la enfermera que lo cuida. Furioso por su engaño, Gerardo corre a Ana. Sin embargo, al recuperar la vista Gerardo busca a Ana, quien acepta ser la madre de su hijo. Al final Ana y Gerardo se casan.

## Elenco
- Angélica María  como Ana Linares
- Fernando Allende como Gerardo Véjar Arriaga
- Andrés García como Jorge Romero
- Jaime Moreno como Aníbal Zambrano
- Sasha Montenegro como Dolly
- Susana Alexander como Lola Véjar Arriaga
- Armando Silvestre como Esteban Linares
- Silvia Derbez como Andrea
- María Rubio como Nadia del Campo
- César del Campo como Gastón Véjar Arriaga
- Susana Dosamantes como Norma
- María Eugenia Ríos como Inés
- Lupita D'Alessio como Consuelo
- Miguel Maciá como Armando
- Zoila Quiñones como Elena Linares
- Patricia Panini como Vilma
- Daniel Santalucía como Juan
- Alfredo Torres como Luis
- Miguel Ángel Ferriz. como Mesero
- Raúl Bóxer como Lic. Basurto
- Nélida como Paula Dopson
- Javier Ruán como Álex
- Alicia Palacios como Rosa
- Chela Nájera como Teresa
- José Loza como Miguel Espino
- Héctor Cruz como Tom
- Tita Grieg como Tita
- Eugenio Derbez
- Raymundo Capetillo
- Alberto Inzúa
- José Luis Amaro

## Producción
- Historia Original: Fernanda Villeli, Elsa Martínez y Marcia Cerretani
- Director de cámaras: Fernando Chacón
- Director de escena: Dimitrio Sarrás
- Productor: Ernesto Alonso